# Crepidohamma pseudocinctipes
Crepidohamma pseudocinctipes är en tvåvingeart som beskrevs av Curtis W. Sabrosky 1943. Crepidohamma pseudocinctipes ingår i släktet Crepidohamma och familjen smalvingeflugor.
Artens utbredningsområde är Costa Rica. Inga underarter finns listade i Catalogue of Life.